# Patricia Castell
Patricia Castell (Avellaneda, 25 de abril de 1926-Buenos Aires, 29 de septiembre de 2013), nombre artístico de Ovidia Amanda Paramidani Padín, fue una actriz de cine y televisión argentina. En 1948 recibió el premio a la Revelación Femenina por su actuación en La calle grita.

## Primeros años
Fue la menor de las dos hijas que tuvo la familia Paramidani Padín. Desde niña, acompañada por su madre, viajaba desde el sur del conurbano hasta la Capital para tomar clases de danza en el Teatro Colón. Luego, su interés por la actuación se concretó cuando ingresó y completó sus estudios en el Conservatorio Nacional de Arte Dramático.

## Actividad profesional
Castell fue una consagrada actriz televisiva (en la telenovela Celeste se consagró como la directora del colegio de Celeste, recta y agradable al mismo tiempo, y en Libertad Condicionada fue la malvada y corrupta alcaide de una cárcel de reclusas), teatral y radial, que comenzó trabajando en el cine durante la época de esplendor de la cinematografía argentina. Iniciada como diva del cine, dejó ese rol para ocupar el de actriz de reparto.

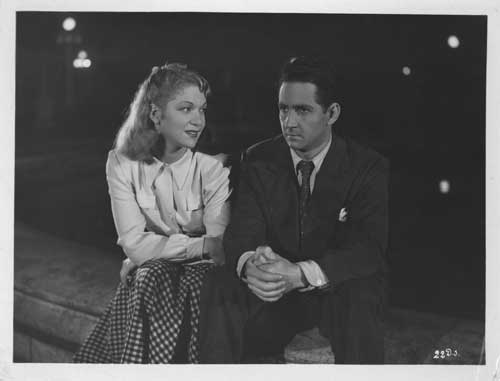
Patricia Castell y Ricardo Duggan en 1949.

En radio incursionó en varias radionovelas junto a Amadeo Novoa, entre las que destacan Dos mujeres y un puritano, Una luz en el desierto y Tres pisos y una escalera.
También actuó en el programa radial Sonrisas y melodías de Miguel de Calasanz, con Rodolfo Cueto, Virginia Luque, Perla Márquez y Reynaldo Mompel.

## Fallecimiento
Patricia Castell, quien confesó ser una gran consumidora de cigarrillos desde los 30 hasta los 82 años, falleció a los 87 años ―el 29 de septiembre de 2013― a causa de una insuficiencia respiratoria provocada por una neumonía bilateral. Sus restos descansan en el Panteón de la Asociación Argentina de Actores del Cementerio de la Chacarita.

## Filmografía
- 1944: Hay que casar a Paulina
- 1944: Su esposa diurna
- 1945: Madame Sans Gené
- 1946: Soy un infeliz
- 1946: No salgas esta noche
- 1948: Juan Moreira
- 1948: La calle grita
- 1948: La serpiente de cascabel, como Alicia
- 1949: Diez segundos, como Rosita
- 1950: El zorro pierde el pelo, como Liliana
- 1950: La culpa la tuvo el otro, como Rosaura
- 1955: Sinfonía de juventud
- 1958: Las apariencias engañan
- 1972: Mi amigo Luis
- 1974: La Madre María
- 1989: La señorita de Nike (telefilme)

## Televisión
- 1954: Joyas del teatro breve.
- 1955: Música bajo las estrellas
- 1957: Mi secretaria y yo.
- 1965: Su comedia favorita (serie).
- 1972: Me llaman Gorrión (serie), como Amanda
- 1972: Malevo (serie), como Ernestina
- 1974: Amar al ladrón (serie).
- 1975: No hace falta quererte (serie), como Dora
- 1976: El gato (serie), como Aurora
- 1977: El cuarteador (serie), como Delfina
- 1977: El pícaro rebaño (serie), como Azucena Vda. de Balmaceda (Villana)
- 1979: Novia de vacaciones (serie), como Tere
- 1979: Andrea Celeste (serie), como la Sra. Directora Carmen
- 1980: Hola Pelusa (serie), como Delia
- 1980: Llena de amor (serie).
- 1981: Herencia de amor (serie).
- 1982: El oriental (serie), como la Sra. Bazán
- 1983: Señorita maestra (serie), como la Sra. Directora
- 1985: Libertad condicionada (serie).
- 1985: El pulpo negro miniseries
- 1988: Vendedoras de Lafayette (serie), como la Sra. López
- 1990: Stress (serie).
- 1991: Amigos son los amigos (serie).
- 1991: Celeste como Celica Castellini (Villana)
- 1991: Chiquilina mía (serie).
- 1992: Antonella, como Consuelo
- 1993: Casi todo, casi nada (serie), como Célica Castellini
- Alta Comedia
- 1994: Perla negra (serie), como Blanca
- 1996: Zíngara (serie), como Evelia Moretti
- 1999: Vulnerables (serie), como Irma
- 1999: Campeones de la vida (serie), como Dalia
- 2001: Yago, pasión morena (serie), como Jacinta Rivero
- 2002: Kachorra (serie), como la Madre Lucía
- 2002-2004: Son amores (serie), como Delia
- 2004: La niñera (serie), como Greta
- 2004: Los secretos de papá (serie), como Chela
- 2004: Floricienta (serie), como Elena
- 2006: Sos mi vida (serie), como Carmen
- 2009: Valientes (serie), como Angélica Corrales Faustino de Montefusco

### Teatro
- La tía de Carlos, de Brandon Thomas (1951), dirigida por Enrique Santos Discépolo en el Teatro Casino, junto con Pablo Palitos, Sara Olmos, Gloria Ugarte, Lalo Malcolm, Domingo Márquez, María Armand y Tito Licausi.[4]
- Sabotaje en el infierno (1955)